# 6878 Isamu
6878 Isamu eller 1994 TN2 är en asteroid i huvudbältet som upptäcktes den 2 oktober 1994 av de båda japanska astronomerna Kazuro Watanabe och Kin Endate vid Kitami-observatoriet. Den är uppkallad efter den japanske amatörastronomen Isamu Hirabayashi.
Asteroiden har en diameter på ungefär 8 kilometer.